# ルイ・ド・ブルボン＝オルレアン (オルレアン公)
オルレアン公ルイ・ドルレアン（フランス語: Louis d'Orléans, 1703年8月4日 - 1752年2月4日）は、ブルボン朝のフランス貴族。

## 生涯
オルレアン公フィリップ2世と妻フランソワーズ・マリー（ルイ14世とモンテスパン夫人の間の庶子）の唯一の男子として、1703年8月4日にヴェルサイユで生まれる。1723年に父の死によりオルレアン公を継承した。
政治にはほとんど関わらなかったが、1723年にギヨーム・デュボワ枢機卿と敵対したことで知られる。また、軍務についていたが、1730年にアンドレ＝エルキュール・ド・フルーリーに解任され、以降は引退して聖書の詩篇とパウロ書簡の翻訳に集中した。
1752年2月4日、パリのサント＝ジュヌヴィエーヴ修道院で死去した。一人息子ルイ・フィリップ1世がオルレアン公を継承した。

## 家族
バーデン＝バーデン辺境伯ルートヴィヒ・ヴィルヘルムの娘アウグステ（オギュスタ、Augusta、1726年没）と結婚し、一人息子ルイ・フィリップ1世をもうけた。